# 順天 (史思明)
順天（じゅんてん）は、燕の大聖周帝史思明の治世に使用された元号。
759年 - 761年。

## 西暦・干支との対照表
| 順天 | 元年  | 2年   | 3年   |
| 西暦 | 759年 | 760年 | 761年 |
| 干支 | 己亥  | 庚子  | 辛丑  |